# Avenue Jean-Jaurès (Charenton-le-Pont)
Pour les articles homonymes, voir Avenue Jean-Jaurès.
L'avenue Jean-Jaurès est une voie de Charenton-le-Pont, en France.

## Situation et accès
L'avenue Jean-Jaurès relie le no 52 de l’avenue de Gravelle au no 1 de la rue de la République à proximité de l’église. Elle  passe à l’extrémité de la rue d’Estienne-d’Orves, de l’avenue de Stinville, de la rue Victor-Basch, de la rue du Commandant-Delmas, de la rue du Maréchal-Leclerc et de la villa des Fleurs (impasse).
Elle est à deux sens de circulation en zone 30.
Elle est desservie par la station de métro  Charenton-Écoles de la ligne 8.

## Origine du nom
Le nom de la voie fait référence à l'homme politique socialiste français Jean Jaurès (1859-1914).

## Historique
L’origine de l’avenue est un chemin datant du Moyen-Âge, peut-être une voie romaine, qui reliait Paris à Charenton par Reuilly, indiqué sur les cartes ancien chemin de Charenton à Paris. 
Son parcours à Paris était celui des actuelles  rues Claude Decaen et de Reuilly. Au XIXe siècle, le tronçon de ce chemin arrivant « Grande rue » à Charenton (à cette époque nom de la partie de l’actuelle rue de Paris entre la place Aristide Briand et la rue du Pont) est nommé chemin, route ou rue de Reuilly.
Cette voie  disparaît après 1861, de l’avenue de Gravelle à la porte de Reuilly à l’intérieur du bois de Vincennes, à la suite de l’acquisition par la Ville de Paris des terrains de la plaine de Bercy au nord de la route de Paris à Genève (actuelle rue de Paris) pour étendre ce bois et y aménager le grand parc urbain réalisé par Adolphe Alphand. Le tronçon subsistant de ce chemin à Charenton, rue de Reuilly, est le tracé de l'actuelle avenue.
L’aménagement du bois de Vincennes s’étant limité à l’avenue de Gravelle, la Ville de Paris rétrocède le 28 mars 1888 à la ville de Charenton les terrains entre cette avenue, la rue de Paris et la rue de la République, comprenant la rue de Reuilly.  Ces terrains sont lotis au cours des années suivantes avec ouverture de nouvelles rues, (rue du Général Leclerc, rue Guérin etc.) et construction d'immeubles résidentiels et de maisons. La majorité des immeubles de l’avenue date de cette époque.
La rue de Reuilly est renommée rue Félicie Cholet en 1892 puis avenue Jean-Jaurès en 1925.

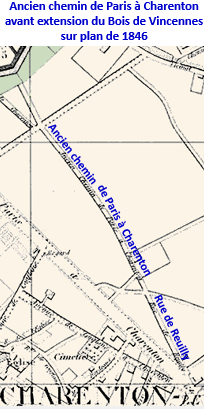
Ancien chemin de Paris à Charenton en 1846
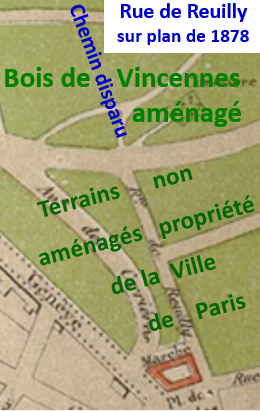
Rue de Reuilly sur plan de 1878

## Bâtiments remarquables
- Ancien lycée Jean-Jaurès du no 51 inscrit dans la base Mérimée des Monuments historiques[2].
- Immeuble du no 14 inscrit dans la base Mérimée des Monuments historiques[3].